# Pseudomonas oceani
Pseudomonas oceani — вид протеобактерій родини Pseudomonadaceae.

## Поширення
Бактерія виділена у 2016 році з дна океанічного жолоба Окінава з глибини 1390 м на заході Тихого океану.

## Опис
Грам-негативна, паличкоподібна, аеробна, рухлива, сапротрофна бактерія.

## Філогенія
Філогенетичний аналіз на основі послідовності генів 16S рРНК показав, що вид має високу ідентичність послідовностей з Pseudomonas esteusnigri (99,4 %) та Pseudomonas pachastrellae (98,5 %).